# Uti Bibeln finns en skatt
Uti Bibeln finns en skatt är en söndagsskolesång som är skriven av Horatio Richmond Palmer och som sjungs på samma melodi som Är du glad, av hjärtat nöjd och Tomten och haren.

## Publicerad i
- Svensk söndagsskolsångbok 1908 fyra verser, som nr 82 under rubriken "Guds ord".
- Lilla Psalmisten 1909 vers 1 och 4, som nr 117 under rubriken "Guds ord".
- Svensk söndagsskolsångbok 1929 som nr 83 under rubriken "Guds ord".